# Skreia
Skreia is een plaats in de Noorse gemeente Østre Toten, provincie Innlandet. Skreia telt 1300 inwoners (2007) en heeft een oppervlakte van 1,77 km². Het dorp was tot 1988 het eindpunt van de Skreiabanen die het dorp verbond met Reinsvoll.

## Bekende personen
- Alv Gjestvang, schaatser
- Inger Lise Rypdal, zanger
- May-Britt Andersen, zanger